# جوني سيمبسون
جوني سيمبسون (بالإنجليزية: Johnny Simpson)‏ هو لاعب اتحاد الرغبي نيوزيلندي، ولد في 18 مارس 1922 في روتوروا في نيوزيلندا، وتوفي في 17 نوفمبر 2010 في ويلينغتون في نيوزيلندا.